# バイカーズ
バイカーズフタバは、株式会社フタバが運営するバイク用品専門店。

## 沿革
2009年8月、熊本市十禅寺町にあった「バイカーズ熊本店」を、社有地の再開発事業のため「バイカーズ菊陽店」の売り場規模を拡大するというかたちで統合・移転し、現在はバイク用品専門ショップ「バイカーズフタバ」として運営されている。